# 外贝加尔山区的白军运动
外贝加尔山区的白军运动是俄国内战期間的1917年12月至1920年11月间，苏俄红军与俄国白军为争夺对外貝加爾山脈地区的控制权而开始的一段对抗时期。

## 最初的阶段
1917年12月12日，格里戈里·米哈伊洛维奇·谢苗诺夫组建了“满洲特别分遣队”，它由9名军官、35名哥萨克以及40名布里亚特人组成，这是俄国白军的首支正规军事单位。至1918年8月，满洲特别分遣队在日本的军事援助下已形成一定規模。日方早已盯上外貝加爾山脈的领土与资源，因此决定支持格里戈里·米哈伊洛维奇·谢苗诺夫。
1918年春，满洲特别分遣队和日本远征军团发动了首次大规模攻势，意在攻占赤塔，但被击退。最终，他们还是在1918年8月25日攻取了赤塔。这就是日方西伯利亚干涉的开端，日本陆军第5师团在接下来的两年多里一直将师部设在赤塔。

## 外贝加尔的新形势
新成立的白俄政府的首个动作就是鼓励外貝加爾哥薩克加入格里戈里·米哈伊洛维奇·谢苗诺夫的白军。外贝加尔哥萨克们于是被拉进了新组建的部队。至1920年5月，格里戈里·米哈伊洛维奇·谢苗诺夫已组建起一支两万人的军队。
1918年夏，白军占领赤塔，把苏俄人赶了出去，接着，格里戈里·米哈伊洛维奇·谢苗诺夫和顾问们开始组建新的政府机关。1918年8月25日，前赤塔城镇杜马成员们组建了临时州政府——外贝加尔州地方自治局和赤塔县委员会。临时州政府里有很多从属于不同政治组织的犹太人。临时州政府刚一组建，便废除了所有苏维埃颁布的关于没收与充公的法令。
1918年9月14日，格里戈里·米哈伊洛维奇·谢苗诺夫抵达赤塔，和日方合作。他当上了东西伯利亚独立军总司令以及外貝加爾哥薩克首领，最终在1919年7月9日，海军上将高尔察克的政府任命谢苗诺夫为外贝加尔所有政府机关的最高领袖。格里戈里·米哈伊洛维奇·谢苗诺夫允许各路政党进行政治活动，甚至连布尔什维克也能组织活动，前提是不得试图破坏法治。高尔察克兵败后，谢苗诺夫组建了俄罗斯东郊政府。

## 谢苗诺夫的外贝加尔政权的终结
高尔察克的军队在乌拉尔和西西伯利亚兵败后，弗拉基米尔·奥斯卡洛维奇·卡普佩尔的残余力量于1920年1月开始向赤塔进发，西伯利亞冰雪大行軍就此开始。1月25日，卡普佩尔因严重冻伤而死，他的尸体被短暂地埋葬于赤塔。1920年2月，俄罗斯东郊政府组建俄罗斯东郊军，4月27日，部队更名为远东军，由谢苗诺夫指挥。
远东共和国和日本远征军团签署《贡戈塔协议》，谢苗诺夫已经失去了所有支持。他甚至曾尝试和苏俄谈判。日军于1920年10月19日撤出外贝加尔，谢苗诺夫的部队则在10月22日撤出赤塔。远东军去往外蒙古，在那里卷入了与蘇俄红军和北洋軍的一系列对抗。接着，远东军移师满洲，在俄罗斯远东地区一直作战，直到1922年11月，之后撤入中国。大部分白俄难民后来都定居在海拉尔附近。